# Josep Maria Sagnier
Josep Maria Sagnier i Vidal-Ribas, II marqués de Sagnier (Barcelona, 16 de agosto de 1890 - ibídem, 25 de abril de 1978) fue un arquitecto español.

## Biografía
Era hijo del arquitecto Enric Sagnier i Villavecchia y de Dolors Vidal-Ribas i Torrents. Se tituló en 1916. Fue arquitecto diocesano del obispado de Barcelona.
En sus primeros años de profesión colaboró asiduamente con su padre, del que finalizó numerosas obras. La más importante fue el Templo Expiatorio del Sagrado Corazón, en la montaña del Tibidabo de Barcelona (1902-1961), un conjunto de cripta interior e iglesia superior, de planta central con cúpula sobre ocho columnas, de un estilo historicista que combina elementos neobizantinos, neorrománicos y neogóticos. Otras obras de su padre que finalizó Josep Maria fueron: la Capilla Francesa de la calle del Bruch (1912-1927), con una cripta dividida en tres naves y una iglesia superior de estilo neorrománico; el conjunto de edificios para la Junta Provincial de Protección a la Infancia y Represión de la Mendicidad (1916-1936), derrocado en su mayoría en 1970 y del que solo queda el pabellón actualmente dedicado a prisión de Wad-Ras; y la iglesia de San José Oriol (1915-1931), en la calle Diputación 141, basada en la tipología basilical romana de naves separadas por columnas con arquerías.
En 1931 recibió una mención especial en el Concurso anual de edificios artísticos del Ayuntamiento de Barcelona por el Palacete Miralles.
En 1932 construyó la fachada lateral del edificio de la Compañía General de Tabacos de Filipinas (actual Hotel 1898), en la rambla de los Estudios 109 esquina Pintor Fortuny.
Entre 1935 y 1942 construyó el edificio de viviendas de la calle de Balmes 392-396, en un estilo racionalista de moda en aquellos momentos por influencia del GATCPAC.
Entre 1941 y 1955 reconstruyó la iglesia de Nuestra Señora de la Merced y San Ramón Nonato de Barcelona, una obra de su padre destruida en el transcurso de la Guerra Civil.
Otras obras suyas son: el Cine Windsor Palace (1946-1970), el Hotel Avenida Palace (1952) y la casa Joan Andreu en el Tibidabo, además de diversas casas e iglesias parroquiales, como la de Nuestra Señora de los Desamparados en Hospitalet de Llobregat (construida en 1935 y destruida al año siguiente durante la Guerra Civil), la de San Juan Bautista en San Adrián de Besós (1943), o la del Buen Pastor de Barcelona (1944).
Estuvo casado con Mercè Balasch i Cuyàs, con quien tuvo cuatro hijos: Raquel, Maria Assumpció, Isabel y Joan Josep Sagnier i Balasch.